# Factor de fertilitat
El factor de fertilitat, factor F o plasmidi F és un plasmidi que transmet el gen necessari per produir el pilus que permet la conjugació bacteriana. Fou el primer plasmidi a ser descobert.